# Grande Prêmio da Bélgica de 2010
O Grande Prémio da Bélgica de 2010 foi a décima terceira corrida da temporada de 2010 da Fórmula 1.

## Classificação
| Pos | Nº | Piloto             | Constutor            | Parte 1   | Parte 2  | Parte 3  | Grid |
| --- | -- | ------------------ | -------------------- | --------- | -------- | -------- | ---- |
| 1   | 6  | Mark Webber        | Red Bull-Renault     | 1:57.352  | 1:47.253 | 1:45.778 | 1    |
| 2   | 2  | Lewis Hamilton     | McLaren-Mercedes     | 1:56.706  | 1:46.211 | 1:45.863 | 2    |
| 3   | 11 | Robert Kubica      | Renault              | 1:56.041  | 1:47.320 | 1:46.100 | 3    |
| 4   | 5  | Sebastian Vettel   | Red Bull-Renault     | 1:58.487  | 1:47.245 | 1:46.127 | 4    |
| 5   | 1  | Jenson Button      | McLaren-Mercedes     | 1:57.981  | 1:46.790 | 1:46.206 | 5    |
| 6   | 7  | Felipe Massa       | Ferrari              | 1:58.323  | 1:47.322 | 1:46.314 | 6    |
| 7   | 9  | Rubens Barrichello | Williams-Cosworth    | 1:55.757  | 1:47.797 | 1:46.602 | 7    |
| 8   | 14 | Adrian Sutil       | Force India-Mercedes | 1:58.730  | 1:47.292 | 1:46.659 | 8    |
| 9   | 10 | Nico Hülkenberg    | Williams-Cosworth    | 1:55.442  | 1:47.821 | 1:47.053 | 9    |
| 10  | 8  | Fernando Alonso    | Ferrari              | 1:57.023  | 1:47.544 | 1:47.441 | 10   |
| 11  | 3  | Michael Schumacher | Mercedes             | 1:56.313  | 1:47.874 |          | 211  |
| 12  | 4  | Nico Rosberg       | Mercedes             | 1:54.826  | 1:47.885 |          | 142  |
| 13  | 17 | Jaime Alguersuari  | Toro Rosso-Ferrari   | 1:58.944  | 1:48.267 |          | 11   |
| 14  | 15 | Vitantonio Liuzzi  | Force India-Mercedes | 2:01.102  | 1:48.680 |          | 12   |
| 15  | 16 | Sébastien Buemi    | Toro Rosso-Ferrari   | 2:00.386  | 1:49.209 |          | 163  |
| 16  | 19 | Heikki Kovalainen  | Lotus-Cosworth       | 2:01.343  | 1:50.980 |          | 13   |
| 17  | 24 | Timo Glock         | Virgin-Cosworth      | 2:01.316  | 1:52.049 |          | 204  |
| 18  | 18 | Jarno Trulli       | Lotus-Cosworth       | 2:01.491  |          |          | 15   |
| 19  | 23 | Kamui Kobayashi    | BMW Sauber-Ferrari   | 2:02.284  |          |          | 17   |
| 20  | 21 | Bruno Senna        | HRT-Cosworth         | 2:03.612  |          |          | 18   |
| 21  | 20 | Sakon Yamamoto     | HRT-Cosworth         | 2:03.941  |          |          | 19   |
| 22  | 22 | Pedro de la Rosa   | BMW Sauber-Ferrari   | 2:05.294  |          |          | 245  |
| 23  | 25 | Lucas di Grassi    | Virgin-Cosworth      | 2:18.754  |          |          | 22   |
| 24  | 12 | Vitaly Petrov      | Renault              | s/ tempo6 |          |          | 23   |

## Corrida
| Pos | Nº | Piloto             | Construtor           | Voltas | Tempo/Aband. | Grid | Pontos |
| --- | -- | ------------------ | -------------------- | ------ | ------------ | ---- | ------ |
| 1   | 2  | Lewis Hamilton     | McLaren-Mercedes     | 44     | 1:29.04.268  | 2    | 25     |
| 2   | 6  | Mark Webber        | Red Bull-Renault     | 44     | +1.571       | 1    | 18     |
| 3   | 11 | Robert Kubica      | Renault              | 44     | +3.493       | 3    | 15     |
| 4   | 7  | Felipe Massa       | Ferrari              | 44     | +8.264       | 6    | 12     |
| 5   | 14 | Adrian Sutil       | Force India-Mercedes | 44     | +9.094       | 8    | 10     |
| 6   | 4  | Nico Rosberg       | Mercedes             | 44     | +12.359      | 14   | 8      |
| 7   | 3  | Michael Schumacher | Mercedes             | 44     | +15.548      | 21   | 6      |
| 8   | 23 | Kamui Kobayashi    | BMW Sauber-Ferrari   | 44     | +16.678      | 17   | 4      |
| 9   | 12 | Vitaly Petrov      | Renault              | 44     | +23.851      | 23   | 2      |
| 10  | 15 | Vitantonio Liuzzi  | Force India-Mercedes | 44     | +34.831      | 12   | 1      |
| 11  | 22 | Pedro de la Rosa   | BMW Sauber-Ferrari   | 44     | +36.019      | 24   |        |
| 12  | 16 | Sébastien Buemi    | Toro Rosso-Ferrari   | 44     | +39.895      | 16   |        |
| 13  | 17 | Jaime Alguersuari  | Toro Rosso-Ferrari   | 44     | +49.4571     | 11   |        |
| 14  | 10 | Nico Hülkenberg    | Williams-Cosworth    | 43     | +1 volta     | 9    |        |
| 15  | 5  | Sebastian Vettel   | Red Bull-Renault     | 43     | +1 volta     | 4    |        |
| 16  | 19 | Heikki Kovalainen  | Lotus-Cosworth       | 43     | +1 volta     | 13   |        |
| 17  | 25 | Lucas di Grassi    | Virgin-Cosworth      | 43     | +1 volta     | 22   |        |
| 18  | 24 | Timo Glock         | Virgin-Cosworth      | 43     | +1 volta     | 20   |        |
| 19  | 18 | Jarno Trulli       | Lotus-Cosworth       | 43     | +1 volta     | 15   |        |
| 20  | 20 | Sakon Yamamoto     | HRT-Cosworth         | 42     | +2 voltas    | 19   |        |
| 21  | 8  | Fernando Alonso    | Ferrari              | 37     | Acidente     | 10   |        |
| Ret | 1  | Jenson Button      | McLaren-Mercedes     | 15     | Colisão      | 5    |        |
| Ret | 21 | Bruno Senna        | HRT-Cosworth         | 5      | Suspensão    | 18   |        |
| Ret | 9  | Rubens Barrichello | Williams-Cosworth    | 0      | Colisão      | 7    |        |

## Tabela do campeonato após a corrida
Observe que somente as seis primeiras posições estão incluídas na tabela.